# Roc de la Figuera
El Roc de la Figuera és una muntanya de 1.296 metres que es troba al municipi de les Valls de Valira, a la comarca de l'Alt Urgell.